# Гостра Могила
Го́стра Моги́ла — село в Україні, у Ставищенській селищній громаді Білоцерківського району Київської області. Розташоване на правому березі річки Тарган (притока Росі) за 19 км на північ від смт Ставище та за 1 км від автошляху М05. Населення становить 872 особи.

## Назва
Гостра Могила одержала назву від могили — кургана, насипаного козаками для ведення дозору.

## Історія
Село Гостра Могила засноване в 1635 році, згадується в історичних документах, як село, жителі, якого брали участь у визвольній війні проти польської шляхти під проводом Богдана Хмельницького, зокрема, у битві під Білою Церквою в 1651 році.

## Населення

### Мова
Розподіл населення за рідною мовою за даними перепису 2001 року:
| Мова       | Кількість | Відсоток |
| ---------- | --------- | -------- |
| українська | 867       | 99.43%   |
| російська  | 5         | 0.57%    |
| Усього     | 872       | 100%     |

## Пам'ятки
Біля села знаходиться підземна будівля. Об'єкт являє собою промоїну, яка обвалила склепіння рукотворної печери. Глибина до верхньої поверхні — 4 метри. Викопано в материковій глині; доверху іде круглий отвір вентиляції. Печера мала відводи та з'єднання, на жаль обвалені. Копоть на стінах та отворі вентиляції свідчать про розпалювання багаття. Висновком досліджень є ствердження про призначення та датування об'єкта, що був схованкою гайдамаків в часи Коліївщини /18 ст.н.д./. Вночі грабували панів, вдень ховались під землею.

## Галерея

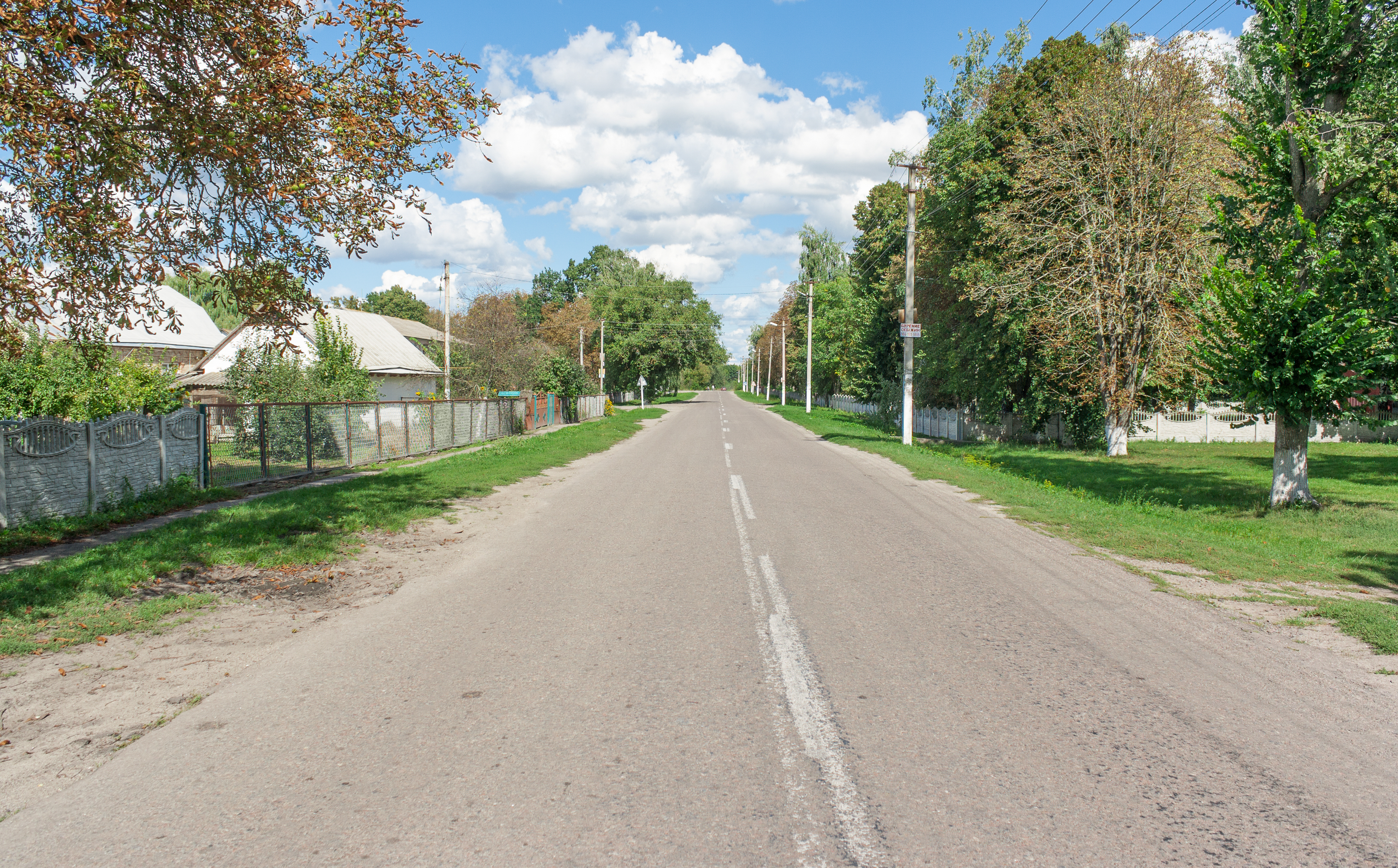
Вулиця Центральна
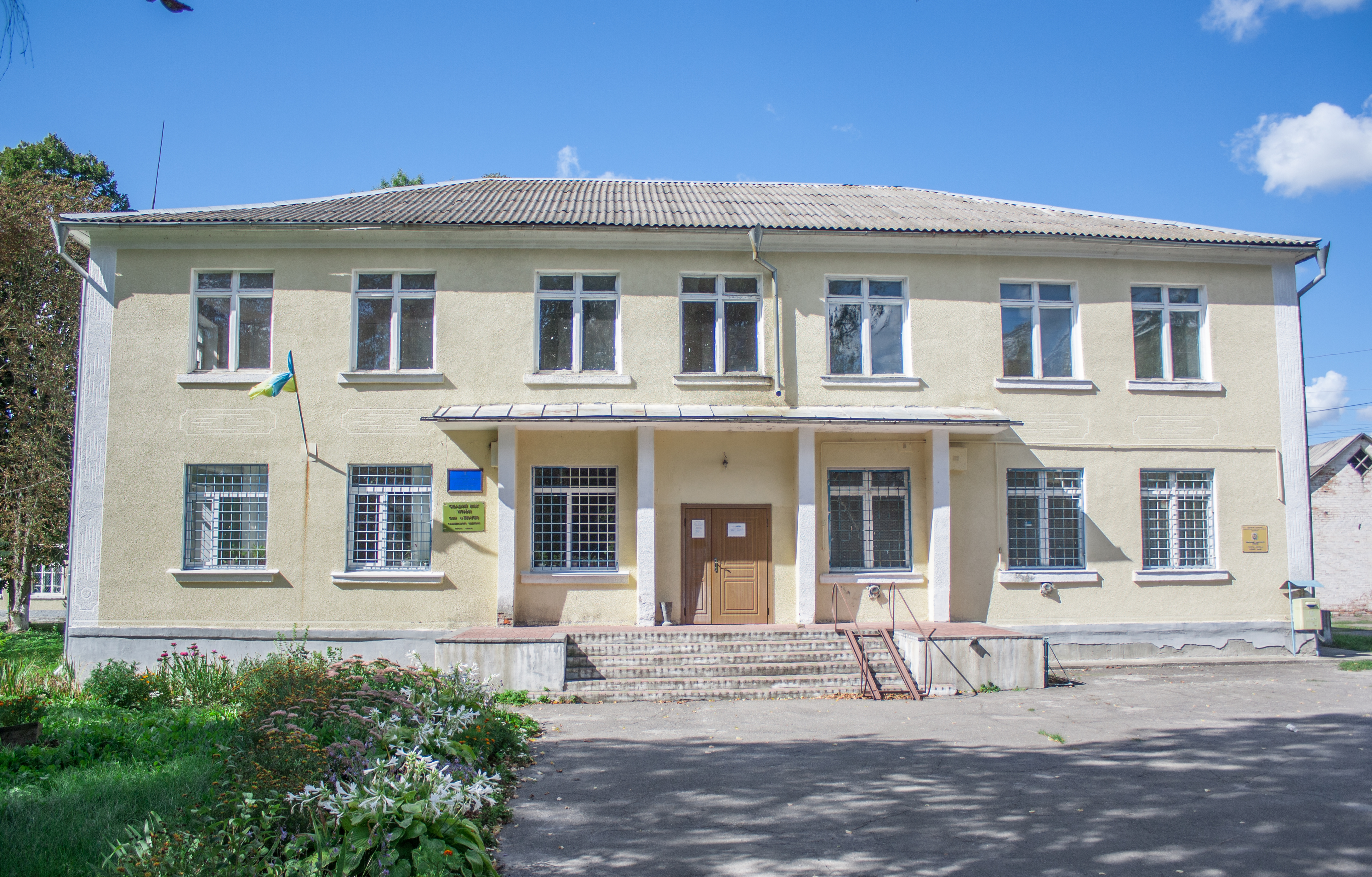
Сільська рада
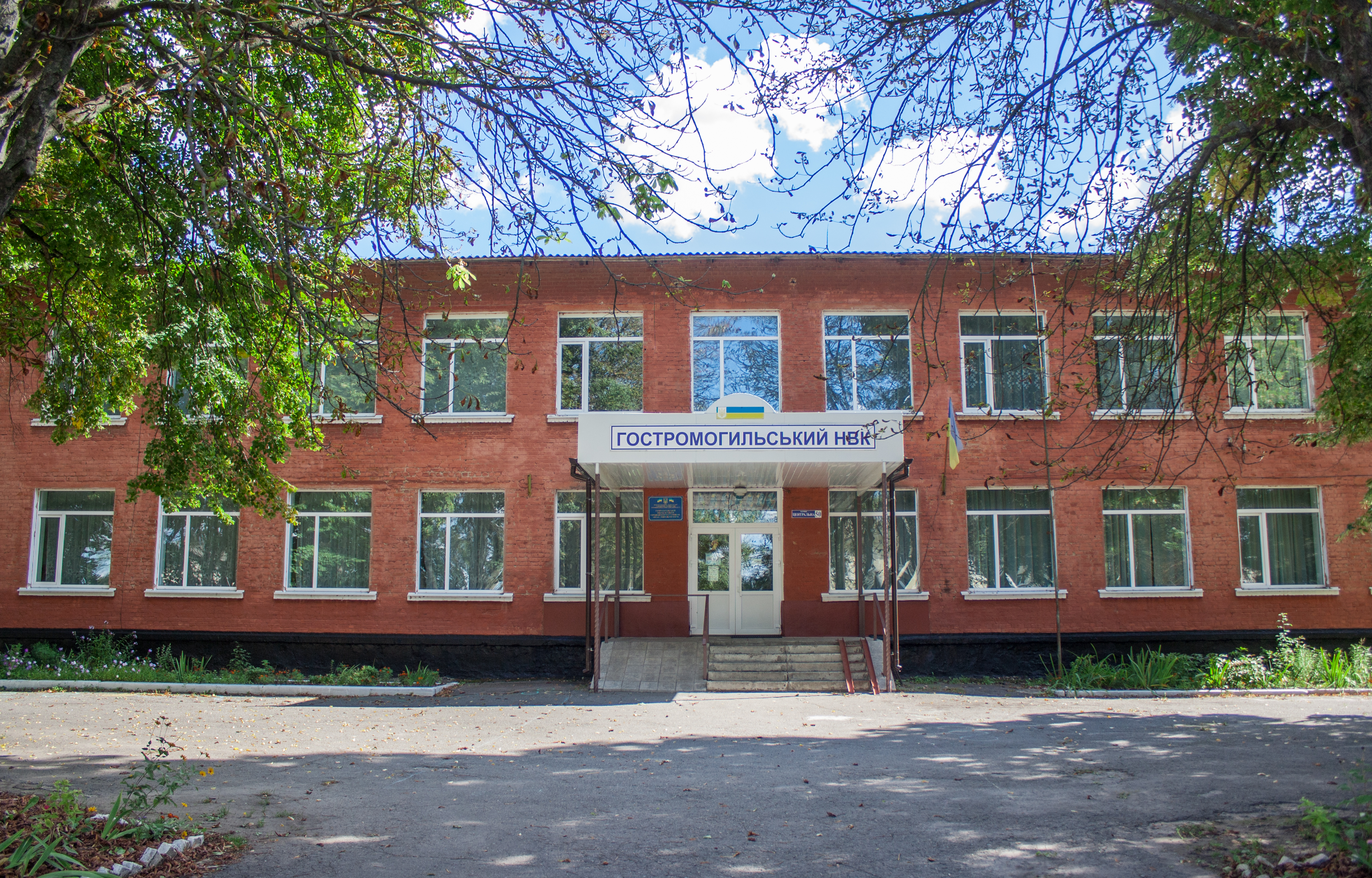
Школа
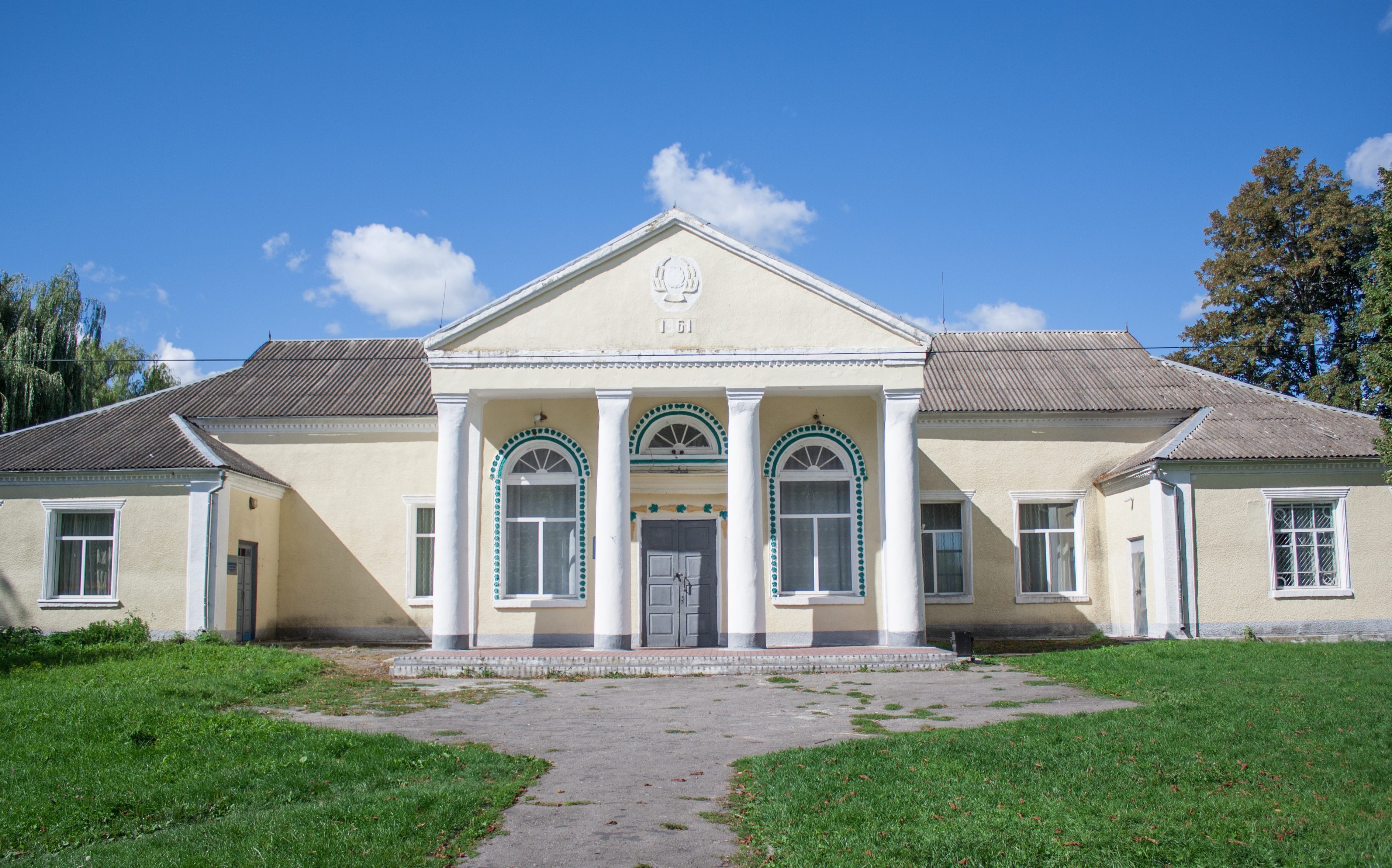
Будинок культури
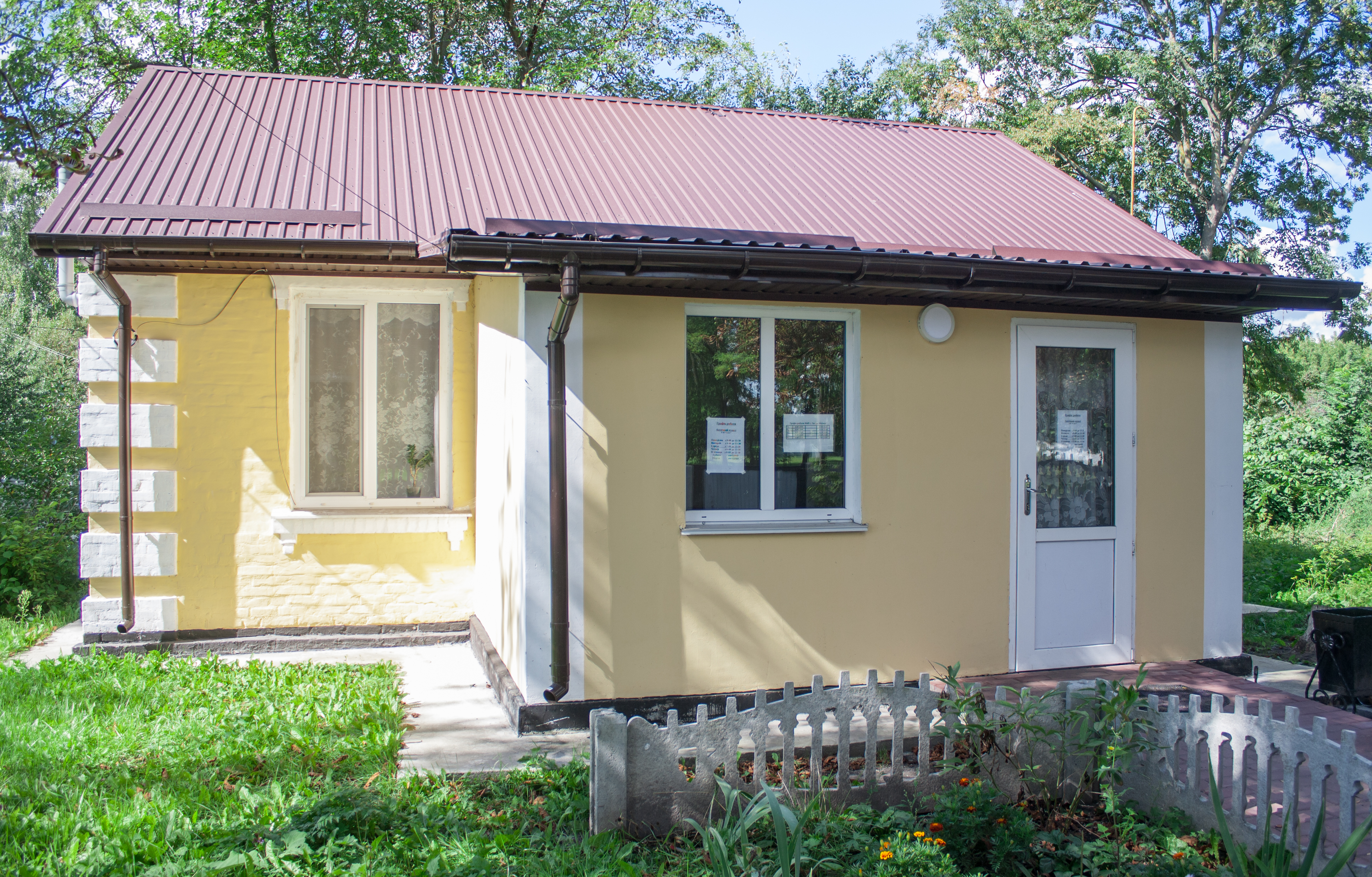
ФАП
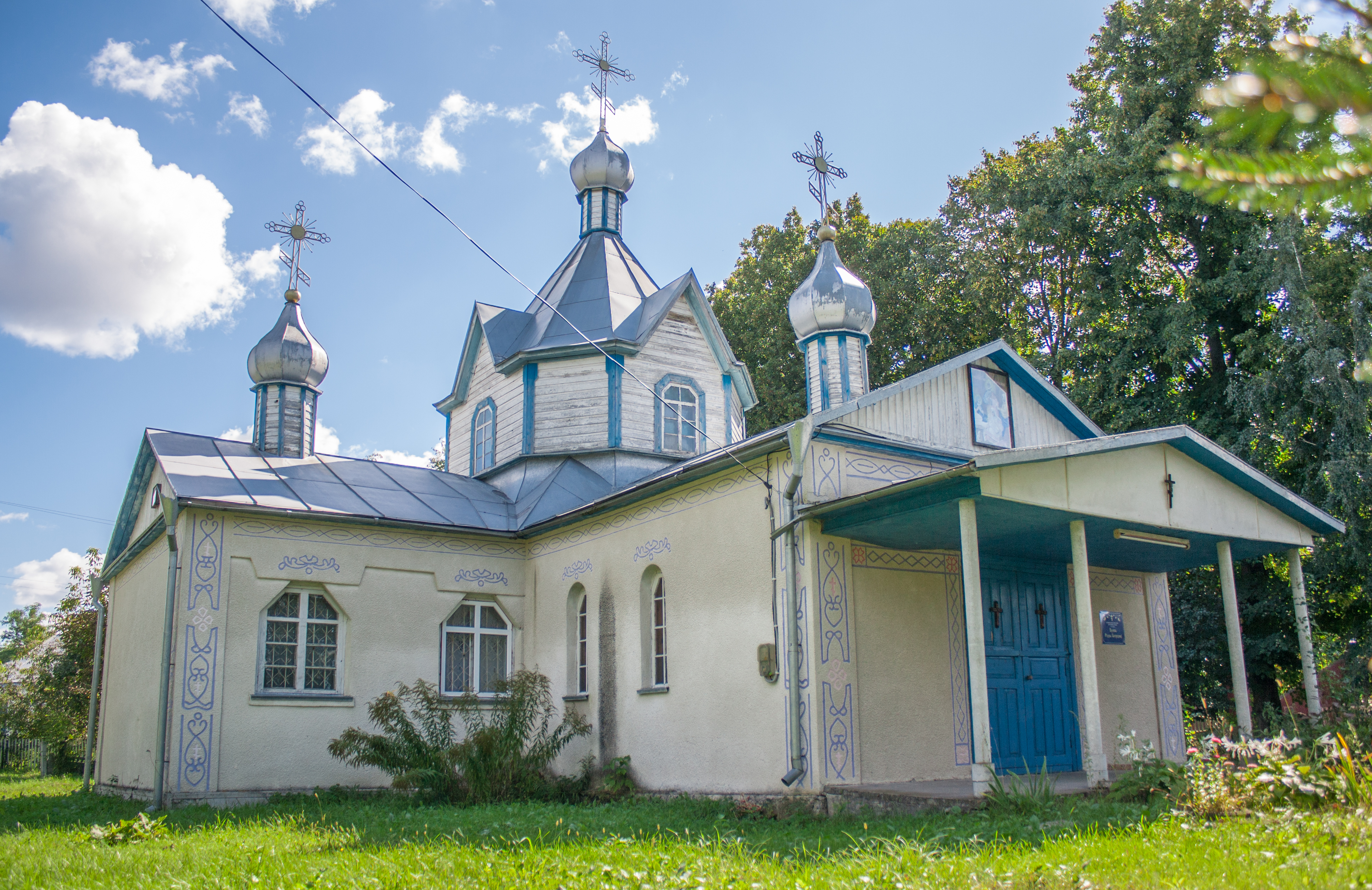
Церква
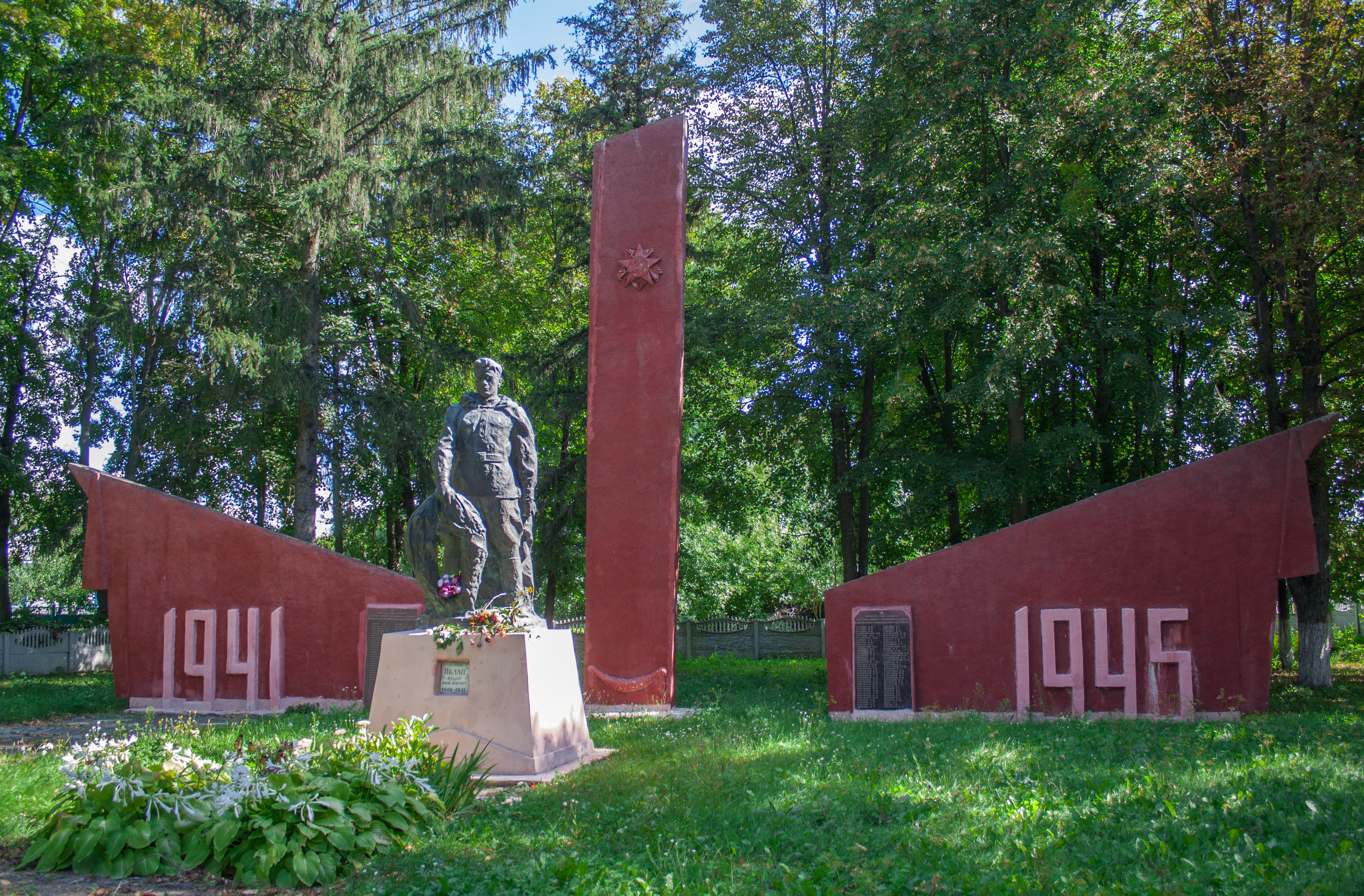
Пам'ятник воїнам-односельцям